# Whitworthův závit

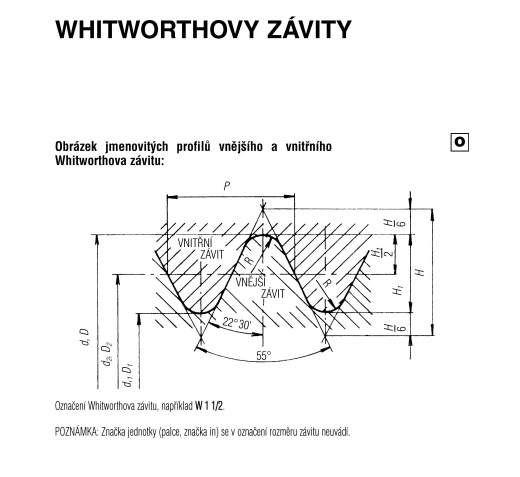
Schéma Whitworthova závitu

Whitworthův závit je závit, který se označuje písmenem W a vnějším průměrem závitu v palcích (například W 3/8"). Stoupání se vyjadřuje v počtu závitů na palec délky. Profil závitu je určen vrcholovým úhlem 55°, hloubkou 0,640327s a radiem 0,137329s., kde stoupání s = 25,4/z. V České republice se tento závit používá jen výjimečně při opravách starých zařízení nebo strojů.
Vyskytuje se v různých variantách:
- British standard Whitworth (BSW)
- British Standard Fine Thread (BSF) – jemný závit
- British Standard Cycle (BSC) – užívá se u jízdních kol
- American Unified Coarse (UTS) – jako BSW s mírně odlišným profilem.

## Historie a význam
Whitworthův závit byl jedním z prvních průmyslových standardů a když ho přijaly britské železnice, rozšířil se po celém světě. Měl velký význam při přechodu od řemeslné výroby k tovární. Vznikl ve Spojeném království roku 1841 a je pojmenován po Siru Josephu Whitworthovi. V průběhu 20. století ho v mnoha odvětvích nahradil metrický závit, v Británii a v Austrálii se však stále používá. V ČR se stále užívá bicyklový palcový závit a trubkový závit (G, R) se stejným profilem, ale zcela jinými rozměry.

## Tabulka Whitworthových závitů (W, BSW)
| Rozměr    | Průměr jádra | Závitů na palec | Stoupání in | Velikost vrtáku |
| --------- | ------------ | --------------- | ----------- | --------------- |
| W 1/16"   | 0,0411"      | 60              | 0,0167"     | # 56 (1,2 mm)   |
| W 3/32"   | 0,0672"      | 48              | 0,0208"     | # 49 (1,85 mm)  |
| W 1/8 "   | 0,0930"      | 40              | 0,025"      | # 39 (2,55 mm)  |
| W 5/32"   | 0,1162"      | 32              | 0,0313"     | # 30 (3,2 mm)   |
| W 3/16 "  | 0,1341"      | 24              | 0,0417"     | # 26 (3,7 mm)   |
| W 7/32"   | 0,1654"      | 24              | 0,0417"     | # 16 (4,5 mm)   |
| W 1/4 "   | 0,1860"      | 20              | 0,05"       | # 9 (5,1 mm)    |
| W 5/16 "  | 0,2414"      | 18              | 0,0556"     | F (6,5 mm)      |
| W 3/8 "   | 0,2950"      | 16              | 0,0625"     | 7,94 mm         |
| W 7/16 "  | 0,3460"      | 14              | 0,0714"     | U (9,3 mm)      |
| W 1/2 "   | 0,3933"      | 12              | 0,0833"     | Z (10,5 mm)     |
| W 9/16 "  | 0,4558"      | 12              | 0,0833"     | 12,1 mm         |
| W 5/8 "   | 0,5086"      | 11              | 0,0909"     | 13,5 mm         |
| W 11/16"  | 0,5711"      | 11              | 0,0909"     | 15 mm           |
| W 3/4 "   | 0,6219"      | 10              | 0,1"        | 16,27 mm        |
| W 13/16"  | 0,6845"      | 10              | 0,1"        | 18 mm           |
| W 7/8 "   | 0,7327"      | 9               | 0,1111"     | 19,25 mm        |
| W 15/16"  | 0,7953"      | 9               | 0,1111"     | 20,75 mm        |
| W 1 "     | 0,8399"      | 8               | 0,125"      | 22 mm           |
| W 1 1/8 " | 0,9420"      | 7               | 0,1429"     |                 |
| W 1 1/4 " | 1,0670"      | 7               | 0,1429"     |                 |
| W 1 1/2 " | 1,2866"      | 6               | 0,1667"     |                 |
| W 1 3/4 " | 1,4939"      | 5               | 0,2"        |                 |
| W 2 "     | 1,7154"      | 4 1/2           | 0,2222"     |                 |